# Zheleznodorozhny (Moscú)
Zheleznodorozhny (en ruso: Железнодоро́жный) fue una localidad rusa del óblast de Moscú ubicada a 21 km al este de Moscú, de la que forma parte desde enero de 2015. Según el censo de 2010 su población era de 131.257 habitantes. Fue abolida y fusionada con la ciudad de Balashikha en enero de 2015.

## Historia
Fue fundada en 1861 como asentamiento para los trabajadores de la estación férrea de Obiralovka, conocida en la cultura popular por la novela de León Tolstói: Ana Karenina, donde el personaje principal se tiró a las vías al pasar el tren.
En 1939 fue renombrada a su nombre actual y en 1952 obtuvo el estatus de ciudad. En los años 60 los territorios de Kuchino, Savvino, Temnikovo y Sergeievka fueron integrados en Zheleznodorozhny ocupando un área de 26,4 km².
En enero de 2015 Zheleznodorozhny fue abolida administrativamente y su territorio fue fusionado con la ciudad de Balashikha.